# Satanic Art
Satanic Art prvi je EP norveškog black metal-sastava Dødheimsgard. EP je u svibnju 1998. godine objavila diskografska kuća Moonfog Productions. 

## O albumu
Satanic Art označava početak Dødheimsgardovog prijelaza iz black metal žanra u industrijalniji i avangardniji glazbeni stil koji još nije u potpunosti bio ostvaren na ovom EP-u; tek sa svojim predstojećim albumom, 666 International (objavljen 1999.), sastav rafinira i postiže željeni industrijalni/avangardni zvuk.
Ovo je Dødheimsgardovo prvo glazbeno izdanje na kojem se kao klavijaturist pojavljuje Zweizz (poznat kao član sastava Fleurety). Usto je jedino glazbeno izdanje sastava na kojem se pojavljuje Galder (član sastava Dimmu Borgir i Old Man's Child) kao gitarist te posljednje glazbeno izdanje na kojem bas-gitaru svira Cerberus.
Glazbeni uzorci koji su korišteni u pjesmama "Traces of Reality" i "Wrapped in Plastic" preuzeti su iz TV serije Twin Peaks.

## Popis pjesama
Tekstovi: Aldrahn, glazba: Vicotnik.
| 1.    | »Oneiroscope« (instrumental)        | 1:31 |
| 2.    | »Traces of Reality«                 | 7:07 |
| 3.    | »Symptom«                           | 2:31 |
| 4.    | »The Paramount Empire«              | 3:10 |
| 5.    | »Wrapped in Plastic« (instrumental) | 1:40 |
| 15:59 |                                     |      |

## Recenzije
William York, glazbeni kritičar sa stranice AllMusic, dodijelio je albumu četiri od pet zvjezdica te je izjavio kako album "nije samo prijelazni rad, već nešto mnogo više; Satanic Art je samostalno, izazovno i smiono djelo".

## Zasluge
| Dødheimsgard - Mr. Always Safe and Sound – vokali, gitara - Mr. Anti-Evolution Human Deviation – gitara - Mr. Dingy Sweet Talker Women Stalker – klavijature - Mr. Nebulous Secrets – bubnjevi, perkusija - Mr. Dead Meat Smelly Feet – bas-gitara - Mr. Fantastic Deceptionist – vokali (na pjesmi "The Paramount Empire"), gitara, programiranje | Dodatni glazbenici - Stine Lunde – violina (na pjesmi "Traces of Reality") Produkcija - Bjørn Boge – produkcija, inženjer zvuka, miksanje - Bjørn Werner – dodatno miksanje - Tom Kvålsvoll – mastering - Garm – mastering |